# Peter Senge

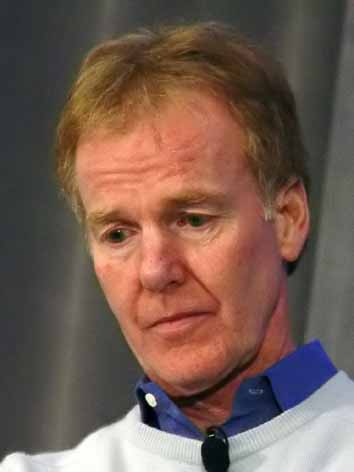
Peter Senge, november 2004.

Peter Michael Senge (Stanford (Californië), 1947) is een Amerikaans wetenschapper op het gebied van kennismanagement en organisatiekunde, en directeur van het Center for Organizational Learning aan de MIT Sloan School of Management.
Senge schreef met het boek The fifth discipline: the art and practice of the learning organization uit 1990 (vertaald als De vijfde discipline) een baanbrekend werk over de lerende organisatie.

## Levensloop
Peter Senge behaalde een Bachelor in vliegtuigbouw aan de Stanford-universiteit, een Master of Science in Social systems modeling aan de Massachusetts Institute of Technology (MIT) in 1972, en in 1978 promoveerde hij op het vakgebied management aan MIT.
Sinds zijn promotie is Senge als docent verbonden aan MIT. Sinds de jaren 1990 is hij tevens directeur van het Center for Organizational Learning aan de MIT Sloan School of Management. Hij is verder medeoprichter en voorzitter van de wereldwijde Society for Organizational Learning (SoL).
Zijn boek The Fifth Discipline: The art and practice of the learning organization (1990) is in 1997 door de Harvard Business Review werd uitgeroepen tot een van de vijf belangrijkste managementboeken van de laatste twee decennia van de twintigste eeuw.

## Werk

### De vijfde discipline
Het boek beschrijft vijf essentiële disciplines: persoonlijk meesterschap, mentale modellen, gemeenschappelijke visie, teamleren en systeemdenken. De vijfde discipline is het meest belangrijk omdat het de voorgaande vier combineert en daarmee zelf de Vijfde Discipline wordt genoemd.
In Senges visie is een discipline opgebouwd uit "allerhande kennis en kunde die men zich in de praktijk eigen maakt en waar men gedurende zijn loopbaan permanent mee bezig blijft. Een lerende organisatie is alleen te bereiken met lerende medewerkers. Leren wordt door Senge breder gedefinieerd dan het opdoen van kennis en kunde in formele leersystemen. Het betreft het cumuleren van kennis en kunde in algemene zin, met inzet van allerhande media en interacties. Formele leersystemen zoals cursussen kunnen hierbij een onderdeel zijn, maar zijn zeker niet toereikend. Voor het bereiken van verbeteringen waar het bij leren in wezen om gaat is de inzet van vijf disciplines nodig.".

### Systeemdenken
De essentie van systeemdenken bestaat volgens Senge uit twee zaken
- het zien van onderlinge verbanden in plaats van een lineaire opeenvolging van oorzaak en gevolg, en
- het zien van processen van verandering in plaats van momentopnames.

Hierbij staat volgens Senge het concept van terugkoppeling centraal en laat zien hoe acties elkaar kunnen versterken of dempen.
Senge (1992) stelt zelf dat systeemdenken ons leert "dat ook kleine, gerichte acties soms belangrijke, blijvende verbeteringen tot gevolg kunnen hebben, als ze op de juiste plaats uitgevoerd worden". Voor het systeemdenken "zijn de andere disciplines nodig. Zo laten mentale modellen de openheid zien die nodig is om de tekortkomingen in de huidige opvattingen bloot te leggen. Teamleren ontwikkelt de vaardigheden van mensen om breder te kijken dan zij als individuen zouden doen. Persoonlijk meesterschap voedt de motivatie om te leren hoe onze daden de wereld om ons heen beïnvloeden".

## Publicaties
Senge schreef verschillende boeken en artikelen, een selectie:
- 1990. The Fifth Discipline: The art and practice of the learning organization
- 1994. The Fifth Discipline Fieldbook: Strategies and Tools for Building a Learning Organization
- 1999. The Dance of Change: The Challenges to Sustaining Momentum in Learning Organizations
- 2004, Presence: Human Purpose and the Field of the Future, published in 2004
- 2005, Presence: An Exploration of Profound Change in People, Organizations, and Society
- 2008, The Necessary Revolution: How Individuals and Organizations Are Working Together to Create a Sustainable World